# Dehnhof
Dehnhof ist ein Gemeindeteil des Marktes Neukirchen-Balbini im Landkreis Schwandorf, Regierungsbezirk Oberpfalz im Freistaat Bayern.

## Geografie
Dehnhof liegt 1 Kilometer südlich der Staatsstraße 2040, 1,3 Kilometer südöstlich der Staatsstraße 2150, 1,8 Kilometer südöstlich von Neukirchen-Balbini auf dem Osthang des 548 Meter hohen Dehnberges.

## Geschichte
Dehnhof (auch: Teimen, Tiemen, Diennhoff, Diemhoff, Diemhof, Dienhof, Denhof) wurde in den Steuerbüchern und Amtsverzeichnissen von 1285, 1326, 1499, 1622 erwähnt, jeweils mit Geldzins von einem Hof.
Neunburg wurde zu Beginn des 16. Jahrhunderts in ein Inneres und ein Äußeres Gericht unterteilt. Das Innere Gericht umfasste den Ostteil des Gebietes und das Äußere Gericht den Westteil. Die Grenze zwischen beiden verlief von Norden nach Süden: Die Ortschaften Oberauerbach, Fuhrn und Taxöldern gehörten zum Äußeren Amt,  Dehnhof, Grasdorf, Luigendorf und Pingarten zum Inneren Amt. Aus dem Musterungsregister geht hervor, dass es 1572 eine Mannschaft hatte.
Im Steuerbuch von 1631 war Dehnhof mit 1 Hof, 1 Pferd, 14 Rindern, 30 Schafen, 1 Bienenstock aufgeführt. Das Steueraufkommen betrug 6 Gulden 23 Kreuzer. 1661 hatte Dehnhof 1 Hof, 10 Rinder, 15 Schafe. und das Steueraufkommen betrug 2 Gulden 50½ Kreuzer. 1762 gab es in Dehnhof 1 Anwesen, 1 Nebenhäusl, 1 Eigentümer, 1 Inwohner, 2 Herdstätten. 1785 erhob das Innere Amt Neunburg Geld- und Naturalzins von 2 Personen in Dehnhof. 1808 gab es in Dehnhof 2 Anwesen.
1808 wurde die Verordnung über das allgemeine Steuerprovisorium erlassen. Mit ihr wurde das Steuerwesen in Bayern neu geordnet und es wurden Steuerdistrikte gebildet. Dabei kam Dehnhof zum Steuerdistrikt Enzenried. Der Steuerdistrikt Enzenried bestand aus den Ortschaften Dehnhof mit 1 Anwesen, Enzenried mit 9 Anwesen, Goppoltsried mit 7 Anwesen, Grottenthal mit 1 Anwesen, Hansenried mit 13 Anwesen, Hippoltsried mit 3 Anwesen, Oed bei Goppoltsried (Oedhof) mit 2 Anwesen, Rodlseign mit 1 Anwesen, Weihermühle mit 1 Anwesen, Wirnetsried mit 1 Anwesen, Ziegenmühle mit 2 Anwesen.
1820 wurden im Landgericht Neunburg vorm Wald Ruralgemeinden gebildet. Dabei kam Dehnhof zur Ruralgemeinde Hansenried, zu der die Dörfer Dehnhof mit 1 Familie, Enzenried mit 11 Familien, Hansenried mit 13 Familien, Thanried mit 11 Familien, Weihermühle mit 1 Familie, Ziegenmühle mit 2 Familien gehörten. 1864 kam Scheiblhof hinzu.
1978 wurde die Gemeinde Hansenried aufgelöst. Thanried kam zur Gemeinde Stamsried. Alle anderen Gemeindeteile einschließlich Dehnhof kamen zur Gemeinde Neukirchen-Balbini.
Im Visitationsprotokoll von 1582 wurde der Kurfürst als Präsentator für Neukirchen-Balbini genannt. Die Pfarrei bestand aus den Ortschaften Goppoltsried, Dehnhof, Hansenried, Enzenried, Windmais, Grottenthal, Boden, Pottenhof, Friedersried und Fronau. Nach der Rekatholisierung unter Maximilian I. von 1627 bis 1631 bestand die Pfarrei Neukirchen-Balbini aus 20 Dörfern, Weilern und Höfen. 1997 hatte Dehnhof 6 Katholiken und gehörte zur Pfarrei Neukirchen-Balbini.

## Einwohnerentwicklung ab 1820
| Jahr | Einwohner | Gebäude |
| ---- | --------- | ------- |
| 1820 | 1 Familie | k. A.   |
| 1838 | 14        | 1       |
| 1861 | 10        | 5       |
| 1871 | 9         | 6       |
| 1885 | 10        | 1       |
| 1900 | 6         | 2       |
| 1913 | 13        | 1       |

| Jahr | Einwohner | Gebäude |
| ---- | --------- | ------- |
| 1925 | 9         | 1       |
| 1950 | 14        | 1       |
| 1961 | 8         | 1       |
| 1970 | 8         | k. A.   |
| 1987 | 7         | 1       |
| 2011 | 3         | k. A.   |